# Bothriocline subcordata
Bothriocline subcordata là một loài thực vật có hoa trong họ Cúc. Loài này được (De Wild.) Wech. mô tả khoa học đầu tiên năm 1981.